# Psocinae
Psocinae (лат.) — подсемейство сеноедов из семейства древесных вшей (собственно сеноедов).

## Описание
Край задних крыльев без волосков между ветвями RS. Гипандрий самца образован девятым стернитом, асимметричный; парамеры образуют симметричную или асимметричную рамку. Дорсальная створка яйцеклада оканчивается коротким заострённым выступом.

## Систематика
В составе семейства:
- триба: Cerastipsocini

- роды: Cerastipsocus — Cervopsocus — Clematoscenea — Dactylopsocus — Dinopsocus — Eremopsocus — Ghesquierella — Longivalvus — Lubricus — Neopsocus — Podopterocus — Pogonopsocus — Propsococerastis — Pseudoclematus — Psococerastis — Setopsocus — Sundapsocus

- триба: Cycetini

- роды: Cycetes

- триба: Metylophorini

- роды: Brachinodiscus — Ceratostigma — Diplacanthoda — Lipsocus — Metylophorus — Ophthalmopsocus — Pearmania — Pilipsocus — Sigmatoneura

- триба: Psocini

- роды: Atrichadenotecnum — Atropsocus — Cryptopsocus — Hyalopsocus — Psocus — Sacopsocus

- триба: Ptyctini

- роды: Atlantopsocus — Barrowia — Camelopsocus — Cephalopsocus — Clematostigma — Conothoracalis — Copostigma — Fashenglianus — Hybopsocus — Indiopsocus — Javapsocus — Kimunpsocus — Loensia — Mecampsis — Oreopsocus — Pseudoptycta — Psocidus — Psocomesites — Ptycta — Sciadionopsocus — Steleops — Symbiopsocus — Tanystigma — Trichadenotecnum